# Rudolf Giendl
Rudolf Giendl (* 5. März 1894 in Völkermarkt; † 4. April 1971 in Bruck an der Mur) war ein österreichischer Architekt und Hochschullehrer.

## Leben
Rudolf Giendl wurde 1894 in Völkermarkt in Kärnten geboren und war nach Matura, Studium und Kriegsdienst ab den Jahren 1922 bzw. 1923 aus baukünstlerisch schaffender Architekt tätig. Bereits von 1920 bis 1927 trat er an der Technischen Hochschule Graz an den Lehrkanzeln Raumkunst und Baukunst der Renaissance in Erscheinung und war darüber hinaus von 1928 bis 1945 Professor an der Bundeslehranstalt für Bau-, Kunst- und Maschinenschlosserei Bruck/Mur, die in den 1960er Jahren als HTL Kapfenberg neugegründet wurde. Von 1938 bis 1945 war er darüber hinaus Direktor dieser Institution. Im Laufe seines Lebens wurde Giendl mehrfach ausgezeichnet; unter anderem bei diversen Architektur-Wettbewerben. Anlässlich einer Kunstausstellung in Leoben erhielt er einst einen Staatspreis. Des Weiteren erhielt er einst die Silberne Medaille der Stadt Graz. Im Jahre 1959 erhielt er von der damaligen Landesregierung eine Anerkennung für ein Mehrfamilienhaus und für den Verkehrsdurchlass bei der Minoritenkirche in Bruck an der Mur. Zahlreiche Entwürfe und durchgeführte Bauten entstanden vor allem in Bruck an der Mur und in Graz. In Bruck unter anderem im Jahre 1955 ein Rüst- und Wohnhaus mit Steigerturm in der Fraunederstraße oder der heute denkmalgeschützte Hahnhof, ein zwischen 1949 und 1953 errichteter Wohnhof der Stadt im Geviert Grabenfeldstraße – Lutherstraße – Fraunederstraße – Goethestraße mit 150 Wohnungen, der nach August Hahn, dem Brucker Bürgermeister der Nachkriegszeit, benannt wurde.
An der Seite von Dorli Raupach war er auch an der Errichtung der Brucker Westendsiedlung mit 13 Doppelhäusern beteiligt. Nach seinen Plänen entstanden zudem die Volksschule Bruck-Westend und Bruck-Pischk. All seine Bauwerke entstanden durchwegs in landschaftsgebundener Bauweise. Ebenfalls in der Obersteiermark wurde nach seinen Plänen die Hauptschule und das Altersheim in Fohnsdorf gebaut, sowie zahlreiche Familienhäuser in Bruck an der Mur und der restlichen Steiermark, wobei er auch oftmals nur für Innenraumgestaltungen verantwortlich zeigte. In Zusammenarbeit mit Heinrich Klinger, mit dem er bereits seit den 1920er Jahren oftmals auch in beratender Funktion in Erscheinung trat, entstand das Stukitzbad in Graz-Andritz. Zudem wurden auch zahlreiche Wohnhäuser in Graz und Umgebung nach seinen Plänen realisiert. Wie dem Steirischen Naturschutzbrief von November und Dezember 1968, dem offiziellen Organ der Naturschutzbehörde, der Landesgruppe des ÖNB, der Bergwacht und des Waldschutzverbandes, zu entnehmen ist, beteiligte sich Giendl unter anderem an der Aktion „Verein für Heimatschutz“. Im Jahre 1970 erhielt er von der TH Graz das Goldene Diplom, das an Absolventen 50 Jahre nach ihrem Studienabschluss verliehen wird.